# The Creeper
The Creeper é um filme de terror estadunidense de 1948 dirigido por Jean Yarbrough e estrelado por Onslow Stevens que interpreta um médico cujo um soro transforma-o em um assassino 'felino'.

## Elenco
- Eduardo Ciannelli como Dr. Van Glock
- Onslow Stevens como Dr. Borden
- June Vincent como Gwen Runstrom
- Ralph Morgan como Dr. Lester Cavigny
- Janis Wilson como Nora Cavigny
- John Baragrey como Dr. John Reade
- Richard Lane como Inspetor Fenwick
- Philip Ahn como Ah Wong
- Lotte Stein como Enfermeira
- Ralph Peters como Porter
- David Hoffman como Andre Dussaud

## Recepção
Dorothy Masters, do New York Daily News, descreveu o filme como um esforço "desperdiçado em todas as fases, incluindo história, performance e produção geral... Para aumentar ainda mais a perplexidade, pessoas perfeitamente inocentes recebem uma aparência sinistra. Três assassinatos e alguns quase acidentes não melhoram a história".